# پیتر گئورگ بنگ
پیتر گئورگ بنگ (دانمارکی: Peter Georg Bang; ۷ اکتبر ۱۷۹۷ – ۲ آوریل ۱۸۶۱) یک سیاست‌مدار، استاد دانشگاه، و قاضی اهل دانمارک بود.